# Lipia Góra (Równina Gryficka)
Lipia Góra – wzniesienie o wysokości 95,6 m n.p.m. na Równinie Gryfickiej, położone w woj. zachodniopomorskim, w powiecie białogardzkim, na obszarze gminy Białogard.
Wschodni wierzchołek grzbietu ma wysokość 79,8 m n.p.m.
Ok. 1,7 km na wschód od grzbietu Lipiej Góry leży wieś Nawino.
Nazwę Lipia Góra wprowadzono urzędowo w 1950 roku, zastępując poprzednią niemiecką nazwę Liepen Berg.